# Église nestorienne en Chine

Les églises de l'Orient au Moyen Âge : tout au long de leur parcours, les pèlerins trouvaient des communautés chrétiennes avec des églises et monastères pour les héberger.

Christianisme syriaque en Asie

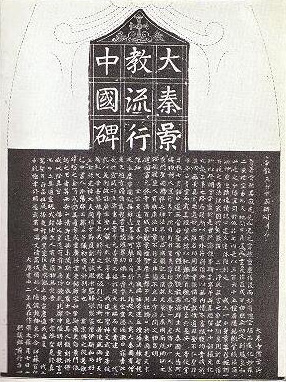
La stèle nestorienne, érigée à Chang'an en 781.

L'Église nestorienne en Chine est une branche de l'Église de l'Orient, de théologie nestorienne, dont la présence est attestée en Chine pendant deux périodes : d'abord du VIIe siècle au Xe siècle, puis sous la dynastie mongole des Yuan aux XIIIe et XIVe siècles. Localement, la religion était connue sous le nom de Jǐngjiào (chinois traditionnel : 景教 ; pinyin : Jǐngjiào ; Wade : Ching³-chiao⁴ ; litt. « doctrine de la Lumière »).

## Dynastie Tang

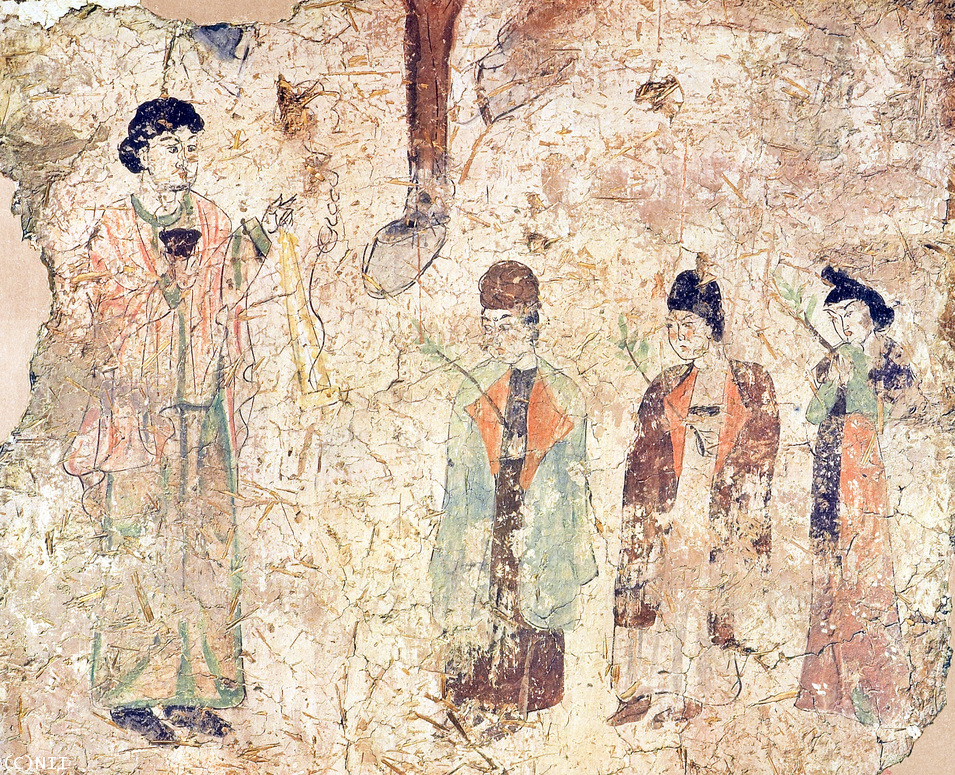
" Chrétiens Nestoriens en procession le dimanche des Rameaux ", dans une peinture murale de la dynastie Tang d'une église Nestorienne à Khocho.

Deux moines sans doute nestoriens (de l'Église de l'Orient) prêchaient le christianisme en Inde au VIe siècle avant de faire passer clandestinement des œufs de vers à soie de Chine à l'Empire romain oriental .

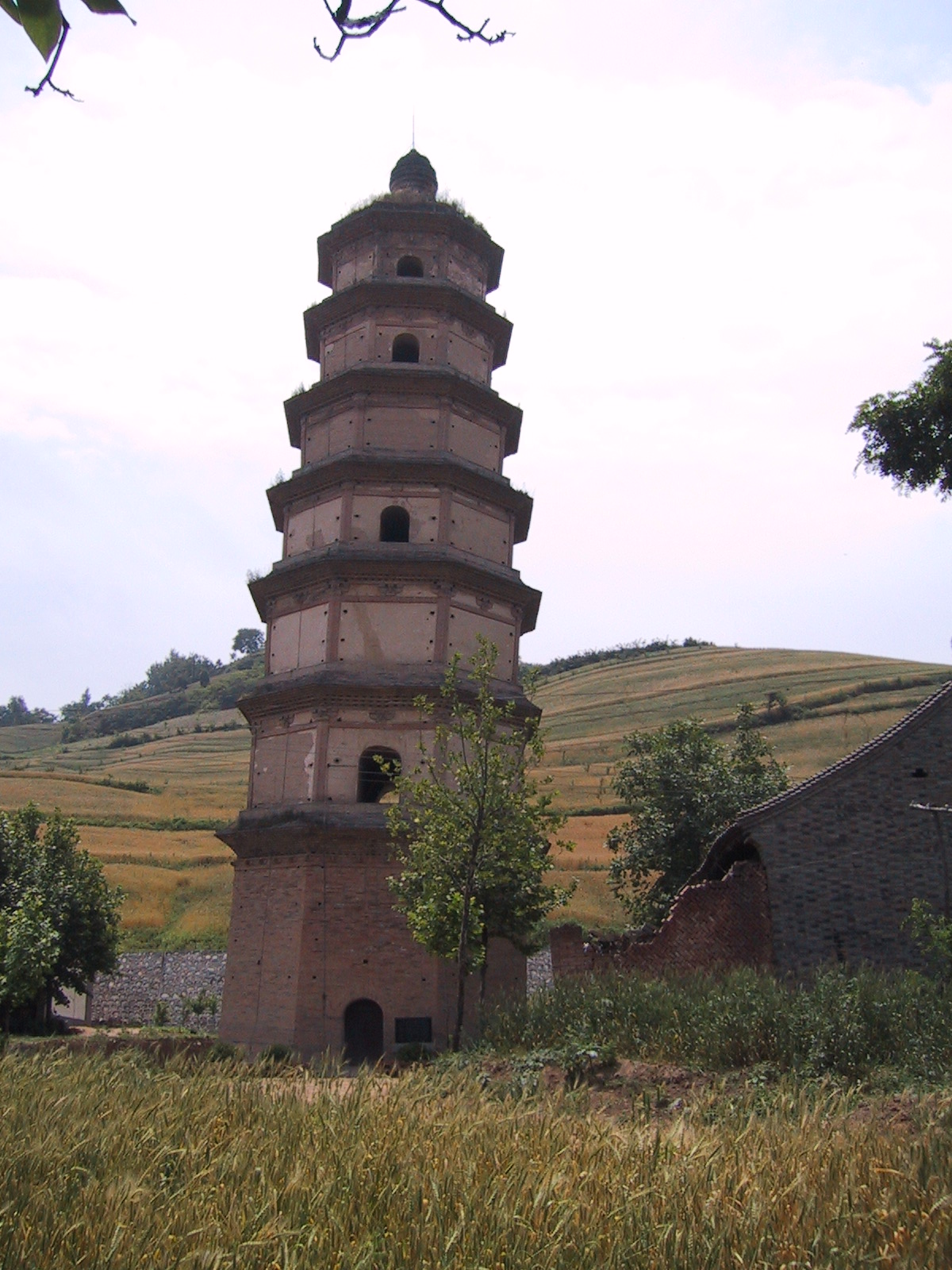
La pagode Daqin, qui fait partie de ce qui a sans doute été une église nestorienne construite pendant la dynastie Tang, située à ce qui était alors Chang'an, aujourd'hui Xi'an.

La première trace d'une mission chrétienne en Chine est celle du moine syriaque connu sous son nom chinois d'Alopen. Cette mission arrive dans la capitale chinoise Chang'an (aujourd'hui Xi'an) en 635, sous le règne de l'empereur Taizong de la dynastie Tang. Celui-ci accorde à Alopen une tolérance officielle et invite les chrétiens à traduire leurs œuvres sacrées pour la bibliothèque impériale. Cette politique de tolérance sera poursuivie par de nombreux successeurs de Taizong, permettant à l'Église de l'Orient de prospérer en Chine pendant plus de 200 ans,.
La Chine devient une province métropolitaine (l'équivalent d'un archevêché) de l'Église de l'Orient, sous le nom de Beth Sinaye, dans le premier quart du VIIIe siècle. Selon le métropolite syriaque et écrivain du XIVe siècle Ébedjésus de Nisibe, la province aurait été établie par le patriarche Sliba-zkha (714–728). Arguant de sa position dans la liste des provinces extérieures, ce qui impliquait une fondation du VIIIe siècle, et pour des raisons historiques générales, Ébedjésus de Nisibe réfutait les théories selon lesquelles la province de Beth Sinaye avait été fondée soit par le patriarche du Ve siècle Mar Ahhaï (410–414) ou le patriarche du VIe siècle Chila (503–523).
En 781, la communauté chrétienne de Chang'an a érigé une stèle, connue aujourd'hui sous le nom de stèle nestorienne de Xi'an, sur le terrain d'un monastère local. La stèle contient une longue inscription en chinois avec des gloses interlinéaires syriaques, composée par un ecclésiastique du nom d'Adam, probablement le métropolite de Beth Sinaye. L'inscription décrit le développement mouvementé de la mission nestorienne en Chine depuis l'arrivée d'Alopen. L'inscription mentionne également les archidiacres Gigoi de Khumdan [Chang'an], Gabriel de Sarag [Lo-yang], Yazdbuzid, « prêtre et évêque du pays de Khumdan », Sargis, « prêtre et évêque de pays » et l'évêque Yohannan. Ces références confirment que l'Église de l'Orient en Chine avait une hiérarchie bien développée à la fin du VIIIe siècle, avec des évêques dans les deux capitales du nord, et il y avait probablement d'autres diocèses en dehors de Chang'an et Lo-yang.
Il est peu probable qu'il y ait de nombreuses communautés chrétiennes dans la Chine centrale, et Chengdu est la seule ville chinoise intérieure au sud du fleuve Jaune où une présence nestorienne peut être confirmée dans la dynastie Tang. Et deux monastères ont été localisés à Chengdu et Omei Shan, tous deux dans la province du Sétchouan. Peu de temps après, Thomas de Marga mentionne le moine David de Beth Abe, qui fut métropolite de Beth Sinaye sous le règne de Timothée I (780–823). Timothée I aurait également consacré une métropole pour le Tibet (Beth Tuptaye), une province qui n'est plus mentionnée ensuite.
La province de Beth Sinaye est mentionnée pour la dernière fois en 987 par l'écrivain arabe Ibn al-Nadim, qui rapporte les informations rapportées par un moine nestorien récemment revenu de Chine, à savoir que « le christianisme venait de disparaître en Chine, que les chrétiens indigènes avaient péri d'une manière ou d'une autre, que l'église qu'ils avaient utilisée avait été détruite et qu'il ne restait qu'un seul chrétien dans le pays. Cet effondrement de l'Église d'Orient en Chine coïncide avec la chute de la dynastie Tang, qui a conduit à une période tumultueuse (période dite des cinq dynasties et des dix royaumes).
Des dizaines de textes chrétiens chinois ont été composés. Seuls quelques-uns ont survécu. Ceux-ci sont généralement appelés les documents Jingjiao chinois. L'un des textes subsistants, le Zunjing ou Livre de louange (尊經), répertorie environ 35 livres qui ont été traduits en chinois. Parmi ces livres se trouvent quelques traductions des Écritures, y compris le Pentateuque (牟世法王經) - La Genèse est connue sous le nom de 渾元經, les Psaumes (多惠聖王經), les Évangiles (阿思瞿利容經), les Actes des Apôtres (傳化經) et une collection des épîtres pauliniennes (寳路法王經). Ces traductions des Écritures n'ont pas survécu. Cependant, trois livres chrétiens non scripturaires répertoriés dans le Zunjing font partie des manuscrits Jingjiao découverts au début du XXe siècle : le Livre sur l'origine des origines, le Livre de la béatitude et l' Hymne aux Trois Majestés. Deux manuscrits supplémentaires non répertoriés dans le Zunjing ont également été découverts: le Livre de l'écoute du Messie et le Discours sur le Dieu unique,,.

## L'ère mongole

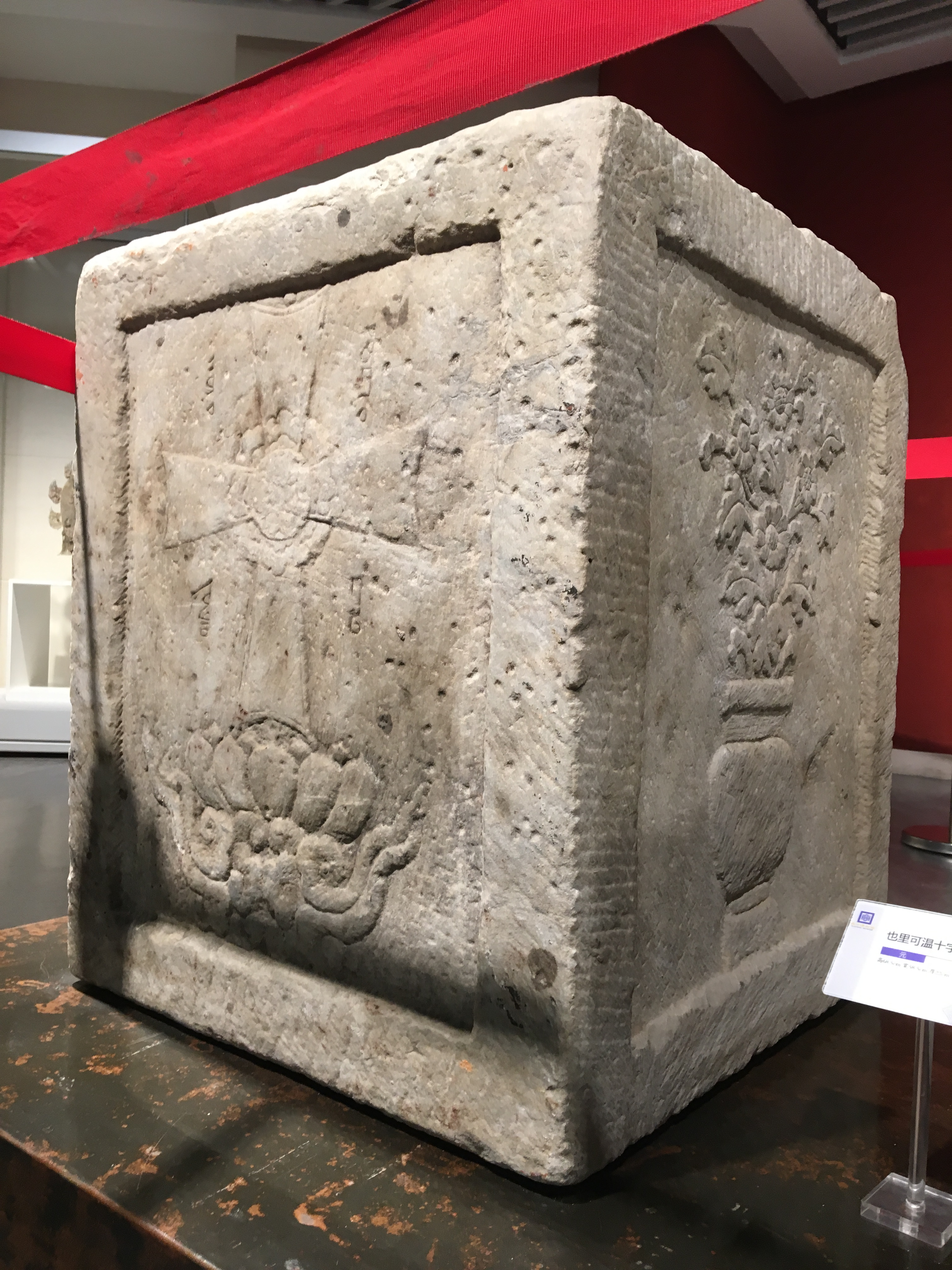
Bas-relief chinois d'une croix chrétienne nestorienne d'un monastère du district de Fangshan à Pékin, datant de la dynastie Yuan.

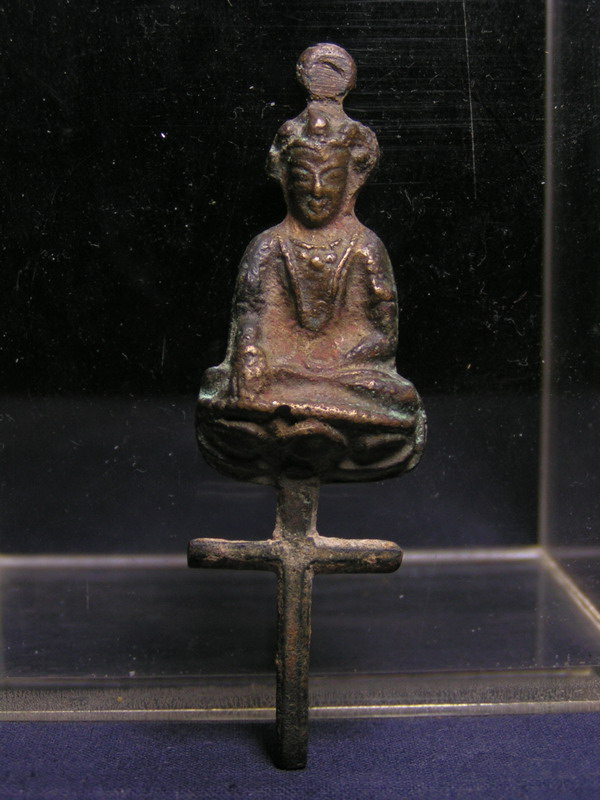
Figurine semblable à un bodhisattva, assise sur une croix, une relique nestorienne de la Chine impériale, datant probablement de la dynastie Yuan.

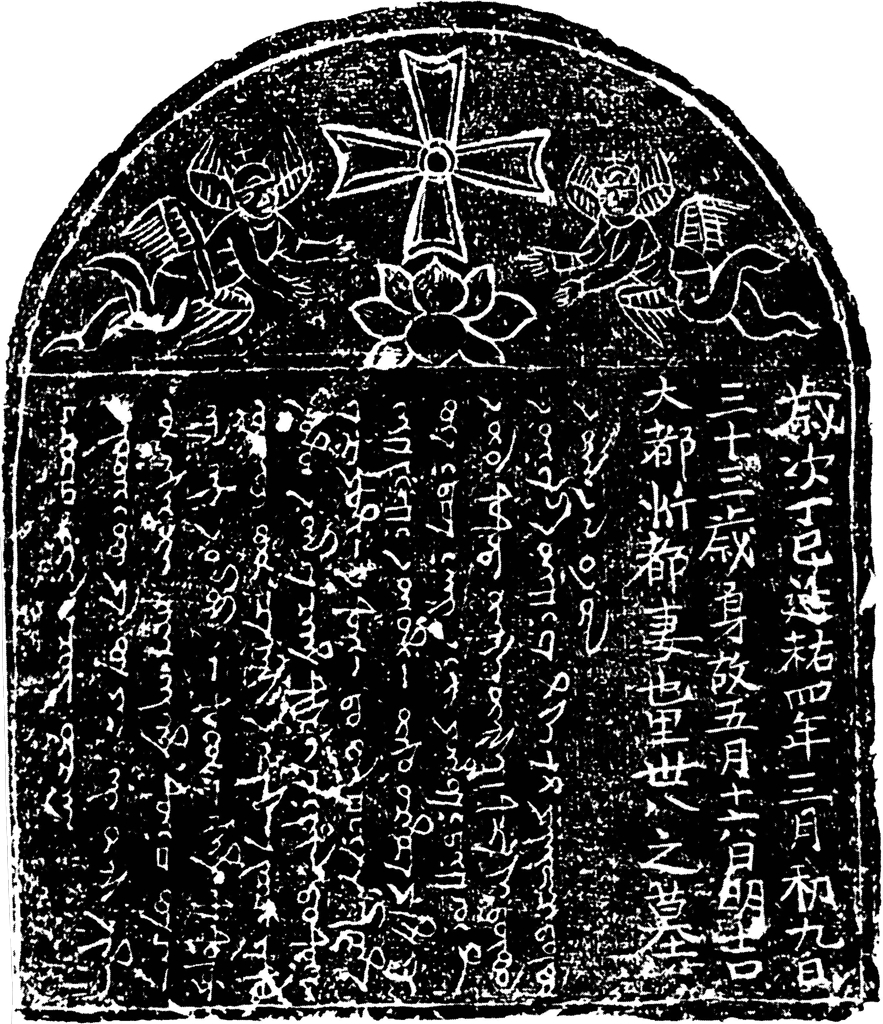
Pierre tombale nestorienne (1317), image obtenue par frottage.

L'évangélisation de l'Église d'Orient connut un succès important sous l'Empire mongol (1279-1368) après que l'invasion mongole de la Chine au XIIIe siècle a permis à l'église de retourner en Chine. À la fin du siècle, deux nouvelles provinces métropolitaines avaient été créées pour la Chine : Tangut et « Katai et Ong ».
La province de Tangut couvrait le nord-ouest de la Chine et sa métropole semble avoir été située à Almaliq. La province avait clairement plusieurs diocèses, même s'ils ne peuvent plus être localisés, car le métropolite Shem'on Bar Qaligh de Tangut a été arrêté par le patriarche Denha I peu avant sa mort en 1281 "en même temps que plusieurs de ses évêques."
La province de Katai [Cathay] et Ong, qui semble avoir remplacé l'ancienne province de la dynastie Tang de Beth Sinaye, couvrait le nord de la Chine et le pays de la tribu chrétienne Öngüt autour de la grande courbe du Fleuve Jaune. Les métropolitains de Katai et Ong étaient probablement installés à Khanbaliq, la capitale mongole. Le patriarche Yahballaha III a grandi dans un monastère du nord de la Chine dans les années 1270, et les métropolitains Giwargis et Nestoris sont mentionnés dans sa biographie. Yahballaha lui-même a été consacré métropolite de Katai et Ong par le patriarche Denha I peu avant sa mort en 1281.
Au cours de la première moitié du XIVe siècle, il y avait des communautés chrétiennes nestoriennes dans de nombreuses villes de Chine, et la province de Katai et Ong avait probablement plusieurs diocèses suffragants. En 1253, Guillaume de Rubrouck a mentionné un évêque nestorien dans la ville de 'Segin' (Xijing, le Datong moderne dans la province du Shanxi). Le tombeau d'un évêque nestorien nommé Shlemun, décédé en 1313, a récemment été découvert à Quanzhou dans la province du Fujian. L'épitaphe de Shlemun le décrit comme «l'administrateur des chrétiens et manichéens de Manzi (sud de la Chine)». Marco Polo avait précédemment rapporté l'existence d'une communauté manichéenne dans le Fujian, d'abord considérée comme chrétienne, et il n'est pas surprenant de trouver cette petite minorité religieuse représentée officiellement par un évêque chrétien.
L'Église nestorienne s'est considérablement réduite en Chine au milieu du XIVe siècle pour différentes raisons :
- Persécutions par les musulmans : plusieurs contemporains, dont l'envoyé pontifical Jean de Marignol, mentionnent le meurtre de l'évêque latin Richard et de six de ses compagnons en 1339 ou 1340 par une foule musulmane à Almaliq, chef-lieu de Tangut, et la conversion forcée des chrétiens de la ville à l'Islam[15].
- Épidémie de peste : les dernières pierres tombales de deux cimetières syriaques orientaux découverts en Mongolie vers la fin du XIXe siècle datent de 1342 et plusieurs commémorent des morts lors d'une épidémie de peste en 1338[16].
- Expulsions : en Chine, les dernières références aux chrétiens syriaques et latins orientaux datent des années 1350, et il est probable que tous les chrétiens étrangers ont été expulsés de Chine peu après la révolution de 1368, qui a remplacé la dynastie mongole Yuan par la dynastie xénophobe Ming[17].
- Le catholicisme romain s'est également développé aux dépens des Nestoriens pendant la dynastie Yuan.

Les Mongols appelaient les chrétiens nestoriens (et plus particulièrement les prêtres nestoriens) Arka′un ou Erke′un, ce qui a ensuite été appliqué à tous les chrétiens en général (y compris les catholiques romains ), ; le christianisme était alors appelé en chinois as 里可溫教 ( Yělǐkěwēn jiào ). Cependant, le terme Yělǐkěwēn jiào aurait également pu être utilisé pour le Míng jiào (manichéisme) et certaines autres religions de la région du Jiangnan.

## Période actuelle
En 1998, l'Église apostolique assyrienne de l'Orient a envoyé l'évêque Mar Gewargis en Chine. Une visite ultérieure à Hong Kong a conduit l'Église assyrienne à déclarer : "après 600 ans, la liturgie eucharistique, selon l'anaphore de Mar Addai & Mari a été célébrée à la chapelle du Séminaire théologique luthérien mercredi 6 octobre 2010 au soir." Cette visite a été suivie deux ans plus tard à l'invitation de l'amicale Jǐngjiào par une visite de l'évêque Mar Awa Royel, accompagné d'un prêtre et d'un diacre, à Xi'an en octobre 2012. Le samedi 27 octobre, la Sainte Eucharistie a été célébrée en araméen par cet évêque, assisté par le révérend Genard et le diacre Allen dans l'une des églises de la ville.